# 永遠に (KinKi Kidsの曲)
「永遠に」（えいえんに）は、KinKi Kidsの楽曲。2007年（平成19年）9月12日に26枚目のシングルとして発売。発売元はジャニーズ・エンタテイメント。

## 解説
発売が正式に発表されたのは発売約1か月前の同年8月8日であり、緊急発売と発表された。
ジャケット写真は初回盤は青色の矢印、通常盤は赤色の矢印で、それぞれ左下に英文とアーティスト名が表記されているのみで、タイトルは記載されていない。自身のCDシングルとしては初めてジャケットの表面にアーティスト写真が掲載されていない。前作までは通常盤が薄型ケースだったが、本作では初回盤とともに10mmケースでの発売となった。

## チャート成績
2007年（平成19年）9月24日付のオリコン週間ランキングで、初週19.0万枚を売り上げ、初登場1位を獲得し、同チャートの連続1位獲得記録を26作に更新した。

## 収録曲

### 初回限定盤
1. 永遠に
（作詞：Satomi　作曲：德永英明　編曲：CHOKKAKU　コーラスアレンジ：竹内浩明）
KinKi Kids10周年記念ソングとして制作された、德永英明の提供によるバラード[6]。後に楽曲を提供した德永本人が2009年（平成21年）5月6日発売のアルバム『WE ALL』（初回限定盤B）でセルフカバーしている[7]。
出版者：ブライト・ノート・ミュージック
2. 涙、ひとひら
（作詞・作曲：井手コウジ　編曲：鈴木雅也）
堂本光一出演テレビ朝日系金曜ナイトドラマ『スシ王子!』主題歌[6]。
2007年（平成19年）9月14日放送のテレビ朝日系音楽番組『ミュージックステーション』で披露された[8]。
出版者：テレビ朝日ミュージック
3. 夢幻ノスタルジー
（作詞：leonn　作曲：日比野裕史　編曲：中野雄太&日比野裕史）
出版者：ブライト・ノート・ミュージック
4. 永遠に (Backing Track)

### 通常盤
1. 永遠に
2. 涙、ひとひら
3. 旅路 〜you're my buddy.〜
（作詞：紅茉來鈴　作曲：斉藤英夫　編曲：U-SKE）
出版者：ブライト・ノート・ミュージック

## 参加ミュージシャン
- 「永遠に」
  - CHOKKAKU:All Instruments Except For Following
  - そうる透:Drums
  - Takeshi Taneda:Bass
  - クラッシャー木村:Strings
  - KinKi Kids:Chorus

## 収録アルバム
- 永遠に
  - Ø
  - The BEST
- 涙、ひとひら
  - Ø
- 夢幻ノスタルジー
  - （アルバム未収録）
- 旅路 〜you're my buddy.〜
  - （アルバム未収録）

## 映像作品
永遠に
- We are Øn' 39!! and U? KinKi Kids Live in DOME 07-08
- KinKi you DVD
- K album（初回限定盤）

涙、ひとひら
- We are Øn' 39!! and U? KinKi Kids Live in DOME 07-08
- KinKi you DVD
- We are KinKi Kids Dome Concert 2016-2017 TSUYOSHI & YOU & KOICHI